# Plumularia antonbrunni
Plumularia antonbrunni är en nässeldjursart som beskrevs av Wilfrid Arthur Millard 1967. Plumularia antonbrunni ingår i släktet Plumularia och familjen Plumulariidae. Inga underarter finns listade i Catalogue of Life.